# Императрис (агломерация)
Императрис (порт. Região Metropolitana de Imperatriz) или также Юго-Западный Мараньян (порт. Região Metropolitana do Sudoeste Maranhense)  —  крупная городская агломерация в Бразилии. Центр — город Императрис. Входит в штат Мараньян. 
Население составляет 419 536 человек на 2014 год. Занимает площадь 7 251,3 км². Плотность населения — 57,9 чел./км² в 2014 году.
Включает 8 муниципалитетов, в том числе город Императрис.